# 新戊烷
新戊烷（英語：Neopentane）是烷烃的一种，分子式為C5H12，与正戊烷、异戊烷互为同分异构体。在室温、常压下，大部分碳数为5、6的烷烃都是液体，但新戊烷是气体。

## 物理性质
新戊烷的沸点是9.5 °C，低于正戊烷和异戊烷，常温常压下为无色气体。熔点为-18 °C。

## 核磁共振
新戊烷具有Td点群的对称性。因此，在四氯化碳中，所有的氢有着相同的化学位移（δ=0.902），在谱图上表现为单峰。这与四甲基硅烷类似（四甲基硅烷用作1HNMR的基准物，δ=0）。